# Meurtre parfait
Pour plus de détails, voir Fiche technique et Distribution.
Meurtre parfait (A Perfect Murder) est un film américain réalisé par Andrew Davis et sorti en 1998. Il s'inspire d'une pièce de Frederick Knott déjà adaptée par Alfred Hitchcock avec Le crime était presque parfait sorti en 1954.
Michael Douglas y incarne Steven Taylor, un homme d'affaires au bord de la faillite. Il découvre que son épouse Emily le trompe avec David Shaw, artiste peintre, et risque de s'enfuir avec lui. Ne pouvant prendre le risque de perdre aussi la fortune de sa femme, Steven élabore un plan machiavélique pour obliger l'amant à tuer sa femme. Malheureusement pour Steven, rien ne se passe comme prévu.

## Synopsis
Steven Taylor (Michael Douglas), la cinquantaine, est un puissant homme d'affaires new-yorkais. Il est marié à une très belle jeune femme blonde, Emily (Gwyneth Paltrow), riche héritière. Celle-ci occupe son temps libre comme traductrice au siège des Nations unies. Mais Emily s'ennuie un peu avec cet homme froid, cynique, calculateur et au charme magnétique. Depuis peu, pour échapper à ce huis clos oppressant avec cet époux glaçant qui exerce une très forte emprise sur elle et qu'elle craint, elle a pris un amant, qui est tout le contraire de son mari – du moins le croit-elle – David Shaw (Viggo Mortensen), un jeune artiste insouciant et sans le sou qu'elle va régulièrement retrouver pour des corps à corps torrides, dans le loft crasseux qui lui sert d'atelier.
Particulièrement perspicace, Steven ne tarde pas à subodorer puis à voir confirmer son infortune. Il a en effet fait enquêter sur son rival - que lui a étourdiment présenté Emily - par un détective privé qui a en outre pris des photos de leurs ébats et a rapidement découvert que le prétendu artiste exerce sous un faux nom, sort de prison et n'est en fait qu'un escroc joli cœur, déjà poursuivi dans plusieurs États pour des faits pour certains graves, dont la disparition d'une femme qu'il avait séduite.
Par ailleurs, comme ses affaires battent de l'aile et qu'il a un urgent besoin d'argent, celui de sa femme ferait bien son affaire. Aussi Steven fait-il à David une offre que celui-ci ne pourra pas refuser : soit il le dénonce et révèle ainsi à son épouse à qui elle a affaire, avec en prime le retour à la case prison, soit David tue Emily. Et il lui offre pour cela 500 000 dollars, dont 100 000 payables immédiatement et 400 000 une fois le « contrat » effectué.
David ne tarde pas à choisir dans le sens de ses intérêts. Il est ainsi convenu qu'il profitera de la sortie de Steven du parking - opportunément parti pour une partie de poker, ce qui lui fournira un alibi en béton - pour s'introduire dans l'immeuble. Steven, qui a subtilisé la clé de la porte de service à Emily, la laissera derrière un tuyau dans le couloir qui mène au somptueux appartement du couple. À minuit précis, il appellera sa femme, elle viendra répondre au téléphone et David, surgissant derrière elle, en profitera pour l'étrangler. Comme le tueur aura pris soin de forcer la porte de service avant de s'éclipser, cela passera pour le crime d'un rôdeur. Et Steven, veuf éploré, héritera de sa femme, ce qui arrangera ses affaires.
Le jour J, Steven, qui a appelé Emily à l'heure dite et a entendu au téléphone le fracas de la vaisselle brisée pendant la lutte entre son épouse et son assassin, pense que tout s'est déroulé comme prévu. Aussi, c'est tendu, mais confiant qu'il rentre à l'appartement, pensant y trouver le cadavre de sa femme.
Mais le plan ne s'est pas déroulé comme prévu. Par un coup de chance inouï, Emily, en se débattant, a tué son agresseur cagoulé avec un thermomètre de cuisson qu'elle lui a planté dans le cou. Affolé, mais conservant malgré tout son sang-froid, Steven, après avoir fait mine de réconforter sa femme, court, avant l'arrivée de la police, briser la serrure de la porte de service et fouiller dans les poches du mort pour y prendre la clef de l'appartement et la remettre sur le trousseau de sa femme.
Mais il n'est pas au bout de ses déconvenues et de ses surprises.

## Fiche technique
- Titre francophone : Meurtre parfait
- Titre original : A Perfect Murder
- Réalisation : Andrew Davis
- Scénario : Patrick Smith Kelly, d'après la pièce Dial M for Murder de Frederick Knott (1952)
- Musique : James Newton Howard
- Photographie : Dariusz Wolski
- Montage : Dov Hoenig (en) et Dennis Virkler
- Décors : Philip Rosenberg
- Costumes : Ellen Mirojnick
- Production : Stephen Brown, Mitchell E. Dauterive, Nana Greenwald, Anne Kopelson, Arnold Kopelson, Peter Macgregor-Scott et Christopher Mankiewicz
- Sociétés de production : Kopelson Entertainment et Warner Bros.
- Société de distribution : Warner Bros.
- Budget : 55 millions de dollars
- Pays de production :  États-Unis
- Langue originale : anglais
- Format : Couleurs - 1,85:1 - DTS / Dolby Digital / SDDS - 35 mm
- Genre : thriller
- Durée : 107 minutes
- Dates de sortie :
  - États-Unis, Canada : 5 juin 1998
  - Belgique, France : 7 octobre 1998

## Distribution
- Michael Douglas (VF : Patrick Floersheim - VQ : Marc Bellier) : Steven Taylor, homme d'affaires froid, cynique, calculateur
- Gwyneth Paltrow (VF : Stéphanie Murat - VQ : Nathalie Coupal) : Emily Bradford Taylor, traductrice au siège des Nations unies, épouse de Steven
- Viggo Mortensen (VF : Bernard Gabay - VQ : Pierre Auger) : David Shaw / Winston LaGrange, artiste peintre escroc joli cœur, amant d'Emily
- David Suchet (VF : Gérard Rinaldi - VQ : Ronald France) : Mohamed Karaman
- Sarita Choudhury (VQ : Sophie Faucher) : Raquel Martinez
- Michael P. Moran (VQ : Yves Massicotte) : Bobby Fain
- Novella Nelson : l'ambassadrice Alice Wills
- Constance Towers (VQ : Béatrice Picard) : Sandra Bradford
- Will Lyman (VQ : Aubert Pallascio) : Jason Gates
- Maeve McGuire (VQ : Anne Caron) : Ann Gates
- Gerry Becker (VQ : Luc Durand) : Roger Brill

## Production

### Choix des interprètes
Elizabeth Hurley a été envisagée pour le rôle d'Emily Bradford Taylor.

### Tournage
Le tournage s'est déroulé à New York (Manhattan, Long Island, siège des Nations unies, ...) et dans le New Jersey.

## Bande originale
- Velvet Night par Jeff Morrow.
- Black Alley Rap par Stevie Butler.
- Biala Mi Gente par Ruben Alvarez et Chris Hambone Cameron.
- Park Jam par Richard Davis.
- The Sands of Time par Tad Robinson.

## Distinctions
- Prix du meilleur acteur pour Michael Douglas et prix de la meilleure actrice pour Gwyneth Paltrow et meilleur second rôle masculin pour Viggo Mortensen, lors des Blockbuster Entertainment Awards en 1999.

## Analyse
Selon Stéphane Bouquet et Jean-Marc Lalanne, Meurtre parfait est un exemple de remake « au sens où l'entend l'industrie du film » du film d'Alfred Hitchcock, Le crime était presque parfait. Le film d'Hitchcock est ainsi débarrassé de certaines scènes, de ce qui fait le style particulier d'Hitchcock, tout en gardant la référence au nom du cinéaste comme argument commercial. Le style est actualisé, mis au goût du jour, ce qui en fait « un objet de consommation contemporain. »

### Comparaison avec l'adaptation précédente
- Si vous ne connaissez pas le sujet, laissez ce bandeau (vous pouvez alors contacter les auteurs).
- Si vous supprimez le contenu mis en cause (vous pouvez préalablement contacter les auteurs),

argumentez précisément cette suppression dans la page de discussion
(un manque de référence n'est pas un argument ; une recherche réelle de référence doit avoir été effectuée, être formellement documentée).
La pièce de Frederick Knott avait déjà été portée à l'écran par Alfred Hitchcock avec Le crime était presque parfait (1954). Meurtre parfait est un quasi-remake du film d'Hitchcock.
Tony Wendice est un champion de tennis à la retraite, il est donc sous-entendu que les Wendice sont très riches, comme les Taylor. Margot Wendice et Emily Bradford Taylor sont deux blondes qui se défendent avec une arme blanche, l'une avec des ciseaux, l'autre avec un thermomètre de cuisson. Les deux films font usage du mystère qu'aucune clef n'a été trouvée sur le mort quand il a été tué par la femme. Les deux maris les leur avaient enlevées, afin de faire porter les soupçons de la police sur leurs épouses. Vers le début de Le crime était presque parfait, Margot accueille Mark Halliday en disant : « There you are » (« Te voilà enfin »). Vraisemblablement en hommage au film, Emily dit la même réplique à Steven pour l'accueillir. Le titre Meurtre Parfait correspond à la traduction qui a été faite dans certains pays du film d'Hitchcock, connu en italien ll delitto perfetto et en espagnol Crimen perfecto. 
Il existe des différences notables dans l'intrigue entre les deux films :
- dans le film d'Hitchcock, l'assassin recruté par le mari exécute lui-même la besogne, tandis que dans le remake le meurtre est « sous-traité » à un malfrat ;
- dans le film d'Hitchcock, l'héroïne risque la peine de mort, tandis que dans le remake elle n'est jamais accusée de meurtre, du fait de la légitime défense ;
- dans le film d'Hitchcock, l'action se passe à Londres, tandis que dans le remake elle se déroule à New York ;
- dans le film d'Hitchcock, l'homme engagé pour le meurtre de l'épouse et son amant sont différents : Mark Halliday et Alexandre Swan, tandis que dans le remake, il s'agit de la même personne : David Shaw ;
- dans le film d'Hitchcock, l'inspecteur et l'amant démasquent le coupable ensemble, tandis que dans le remake, l'épouse découvre seule la vérité ;
- dans le film d'Hitchcock, l'inspecteur a un rôle actif tandis que dans le remake, il se contente d'observer sans prendre d'initiatives.

En France, Roger Féral avait écrit une pièce de théâtre Crime parfait, adaptée de la pièce anglaise. Cette pièce a eu un succès considérable à Paris et s'est jouée plus de mille fois avec des acteurs célèbres comme Françoise Fabian au Palais Royal.

## Autour du film
La plupart des peintures visibles durant le film sont des œuvres de Viggo Mortensen.